# Rolf Borchers
Rolf Borchers (1 de Novembro de 1913 - ) foi um comandante de U-Boot que serviu na Kriegsmarine durante a Segunda Guerra Mundial.